# C-C chemokinový receptor typu 6
Chemokinový receptor 6 známý také jako CCR6 je protein je u lidí kódován genem CCR6. CCR6 byl také nedávno označen CD196 (cluster of differentiation 196). Gen je umístěn na dlouhém rameni chromozomu 6 (6q27) na Watsonově (plus) řetězci. Je 139 737 bází dlouhý a kóduje protein s 374 aminokyselinami (molekulová hmotnost 42,494 Da).

## Funkce
Tento protein patří do rodiny A receptorů spřažených s G proteinem. Gen je exprimován v lymfatických a nelymfatických tkáních jako je slezina, lymfatické uzliny, slinivka břišní, tlusté střevo, slepé střevo a tenké střevo. CCR6 je exprimován na B-buňkách, nezralých dendritických buňkách (DC), T-buňkách (Th1, Th2, Th17, Treg), NKT buňkách a neutrofilech. Ligandem tohoto receptoru je CCL20 nebo jiným názvem - makrofágový zánětlivý protein 3 alfa (MIP-3 alfa). Tento chemokinový receptor je unikátní v tom, že váže pouze jeden chemokinový ligand CCL20 ve srovnání s jinými chemokinovými receptory. CCR6 má klíčovou roli ve spojení mezi nezralým DC a adaptivní imunitou. Ukázalo se, že tento receptor je důležitý pro maturaci B-linií a diferenciaci B-buněk řízenou antigenem. Může regulovat migraci a nábor dendritických buněk a T buněk během imunologických reakcí. Alternativně byly pro tento gen popsány sestřihané transkripční varianty, které kódují stejný protein.
Interleukin 4 (IL-4) a interferon gamma (IFNy) potlačují expresi CCR6 ve vývoji langerhansových buněk. Naopak interleukin 10 (IL-10) indukuje expresi CCR6. Tento vliv cytokinů na CCR6 může regulovat imunitní odpověď v zánětlivé tkáni.
Protizánětlivé buňky Th17 exprimují CCR6 a jeho ligand CCL20. CCR6 ovlivňuje jejich migraci na místa zánětu. Th17 buňky migrují po chemokinovém gradientu CCL20 na zánětlivá místa a samy exprimují další CCL20. Tudíž do místa zánětu přijde více Th17 buněk a regulačních T-buněk (Treg). To může vést k chronickému zánětu. Nedostatek CCR6 v organismu může vést k méně závažné autoimunitní encefalomyelitidě.

## Klinický význam
CCR6 má funkci ve vývoji a metastatickém šíření gastrointestinálních malignit. Bylo zjištěno, že exprese CCR6 je u rakoviny tlustého střeva a konečníku zvýšená. Mnoho pacientů s kolorektálním karcinomem má jaterní metastázy. Buňky kolorektálního karcinomu exprimují CCR6 a CCL20. Vysoká hladina CCL20 v játrech chemoatraktuje buňky kolorektálního karcinomu a způsobuje matastázy v játrech. Nový výzkum identifikoval mikroRNA, která je schopná down-regulovat CCR6 v buněčných liniích rakoviny.